# Puiseux-en-Retz
Pour les articles homonymes, voir Puiseux et Retz.
Puiseux-en-Retz est une commune française située dans le département de l'Aisne, en région Hauts-de-France.

## Géographie

### Situation

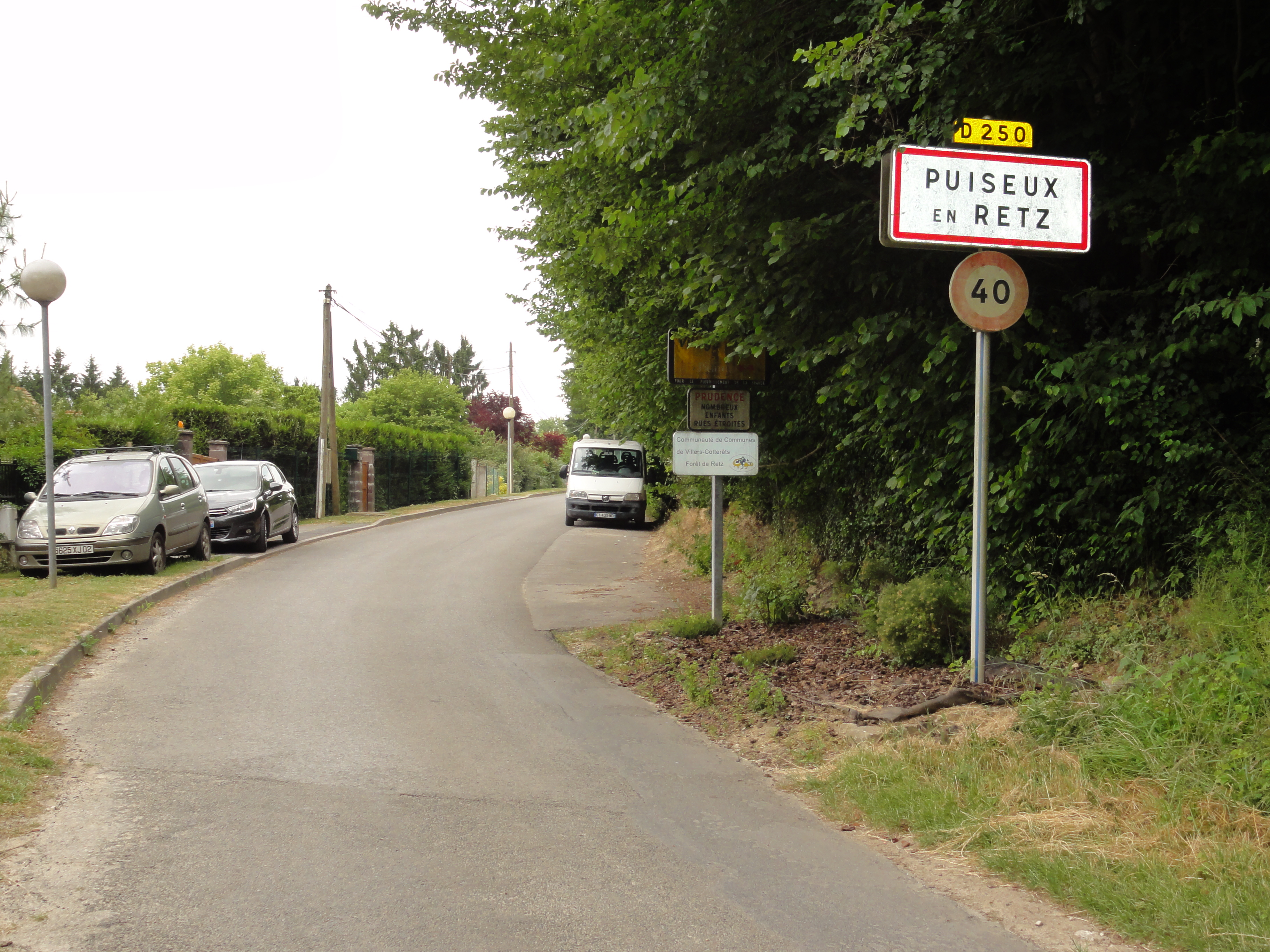
Entrée de Puiseux-en-Retz.

Puiseux-en-Retz est située dans la région Hauts-de-France, au sud-ouest du département de l'Aisne, aux limites des régions naturelles et historiques du Soissonnais, au nord, et du Valois au sud.
L'Institut national de l'information géographique et forestière (IGN) attribue les coordonnées géographiques 49° 17′ 55″ nord et 3° 07′ 47″ au point central du territoire communal. À vol d'oiseau, la commune est située à 74,9 km au nord-est de Paris-Notre-Dame, point zéro des routes de France, à 46,9 km au sud-ouest de la préfecture Laon, à 16,9 km au sud-ouest de Soissons et à 65,4 km à l'ouest de Reims.

### Communes limitrophes
|          | Soucy             |            |
| Vivières | Puiseux-en-Retz   | Montgobert |
|          | Villers-Cotterêts | Fleury     |

### Relief et géologie
Située  sur la bordure nord de la forêt de Retz, qui recouvre la partie sud de son territoire, l'altitude moyenne de Puiseux-en-Retz est de 95 m. L'altitude minimale est de 78 m, au nord-est, au niveau d'un ru, et son altitude maximale est de 226 m, au niveau d'une butte située au sud-est de la forêt de Retz.

### Voies de communication et transports

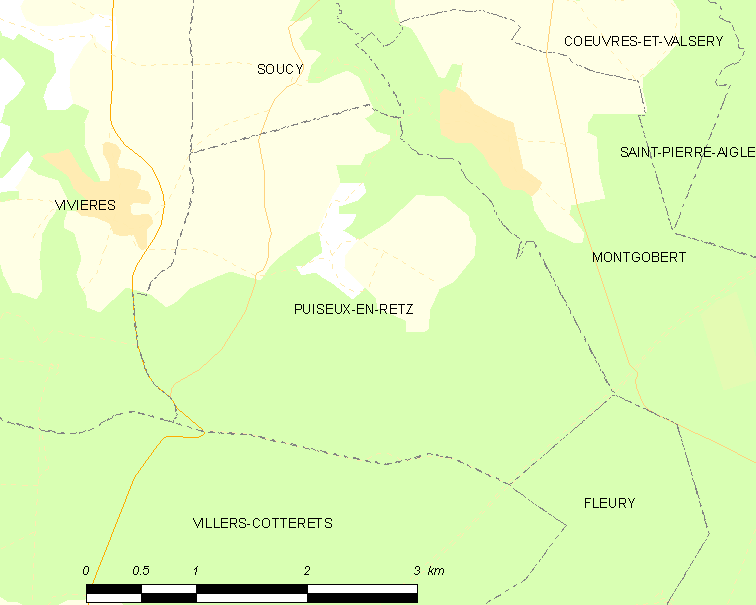
Plan de la commune.

#### Voies routières
Deux routes départementales traversent le territoire de la commune :
- la D 811, qui traverse la commune du nord au sud et relie Soucy, au nord, à Villers-Cotterêts au sud via la D 81 ;
- la D 250, qui traverse la commune du nord-est à l'ouest et relie Mongobert, au nord-est, à Vivières à l'ouest.

#### Transport en commun
Puiseux-en-Retz est desservie par les cars de la ligne TAD 2 du service de transport à la demande du réseau Villéo-Retzéo de la communauté de communes Villers-Cotterêts - Forêt de Retz.
La gare la plus proche est celle de Villers-Cotterêts, située à 6 km à au sud par la D 811. La gare est  desservie par des trains TER Picardie qui assurent des liaisons avec les gares Paris, Soissons et Laon.

### Hydrographie
La commune est située dans le bassin Seine-Normandie. Elle est drainée par le ru de Retz,.
Le Ru de Retz, d'une longueur de 15 km, prend sa source dans la commune  et se jette  dans l'Aisne à Fontenoy, après avoir traversé dix communes.

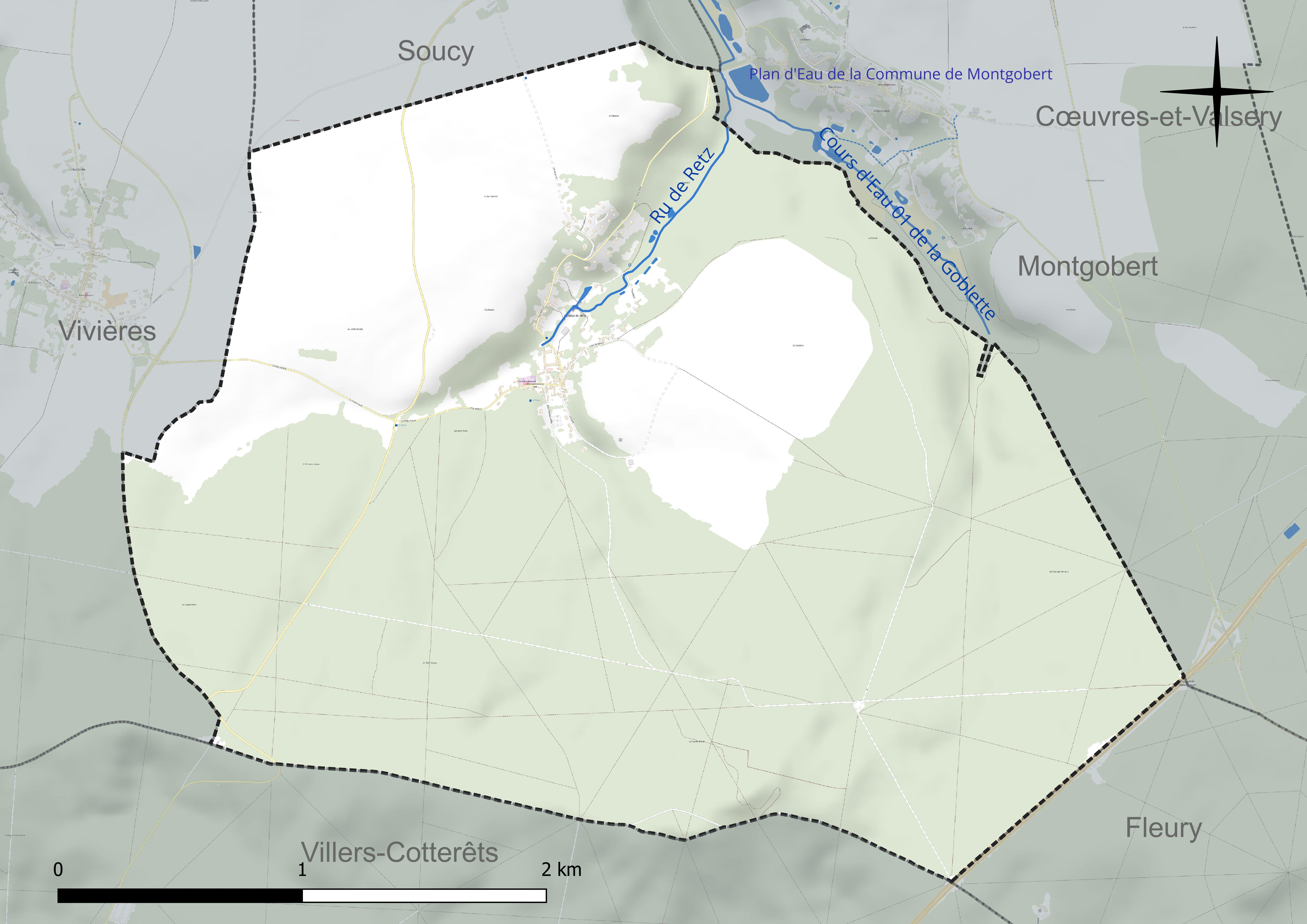
Réseau hydrographique de Puiseux-en-Retz.

### Climat
Pour des articles plus généraux, voir Climat des Hauts-de-France et Climat de l'Aisne.
En 2010, le climat de la commune est de type climat océanique dégradé des plaines du Centre et du Nord, selon une étude du CNRS s'appuyant sur une série de données couvrant la période 1971-2000. En 2020, Météo-France publie une typologie des climats de la France métropolitaine dans laquelle la commune est exposée à un climat océanique altéré et est dans la région climatique Nord-est du bassin Parisien, caractérisée par un ensoleillement médiocre, une pluviométrie moyenne régulièrement répartie au cours de l'année et un hiver froid (3 °C).
Pour la période 1971-2000, la température annuelle moyenne est de 10,7 °C, avec une amplitude thermique annuelle de 15,2 °C. Le cumul annuel moyen de précipitations est de 735 mm, avec 12 jours de précipitations en janvier et 8,8 jours en juillet. Pour la période 1991-2020, la température moyenne annuelle observée sur la station météorologique la plus proche, située sur la commune de Margny-lès-Compiègne à 26 km à vol d'oiseau, est de 11,2 °C et le cumul annuel moyen de précipitations est de 633,5 mm,. Pour l'avenir, les paramètres climatiques de la commune estimés pour 2050 selon différents scénarios d'émission de gaz à effet de serre sont consultables sur un site dédié publié par Météo-France en novembre 2022.

## Urbanisme

### Typologie
Au 1er janvier 2024, Puiseux-en-Retz est catégorisée commune rurale à habitat dispersé, selon la nouvelle grille communale de densité à 7 niveaux définie par l'Insee en 2022.
Elle est située hors unité urbaine. Par ailleurs la commune fait partie de l'aire d'attraction de Paris, dont elle est une commune de la couronne,.

### Occupation des sols
L'occupation des sols de la commune, telle qu'elle ressort de la base de données européenne d'occupation biophysique des sols Corine Land Cover (CLC), est marquée par l'importance des forêts et milieux semi-naturels (69,9 % en 2018), une proportion sensiblement équivalente à celle de 1990 (70,6 %). La répartition détaillée en 2018 est la suivante : 
forêts (62,1 %), terres arables (26,6 %), milieux à végétation arbustive et/ou herbacée (7,8 %), zones agricoles hétérogènes (3,5 %).
L'évolution de l'occupation des sols de la commune et de ses infrastructures peut être observée sur les différentes représentations cartographiques du territoire : la carte de Cassini (XVIIIe siècle), la carte d'état-major (1820-1866) et les cartes ou photos aériennes de l'IGN pour la période actuelle (1950 à aujourd'hui).

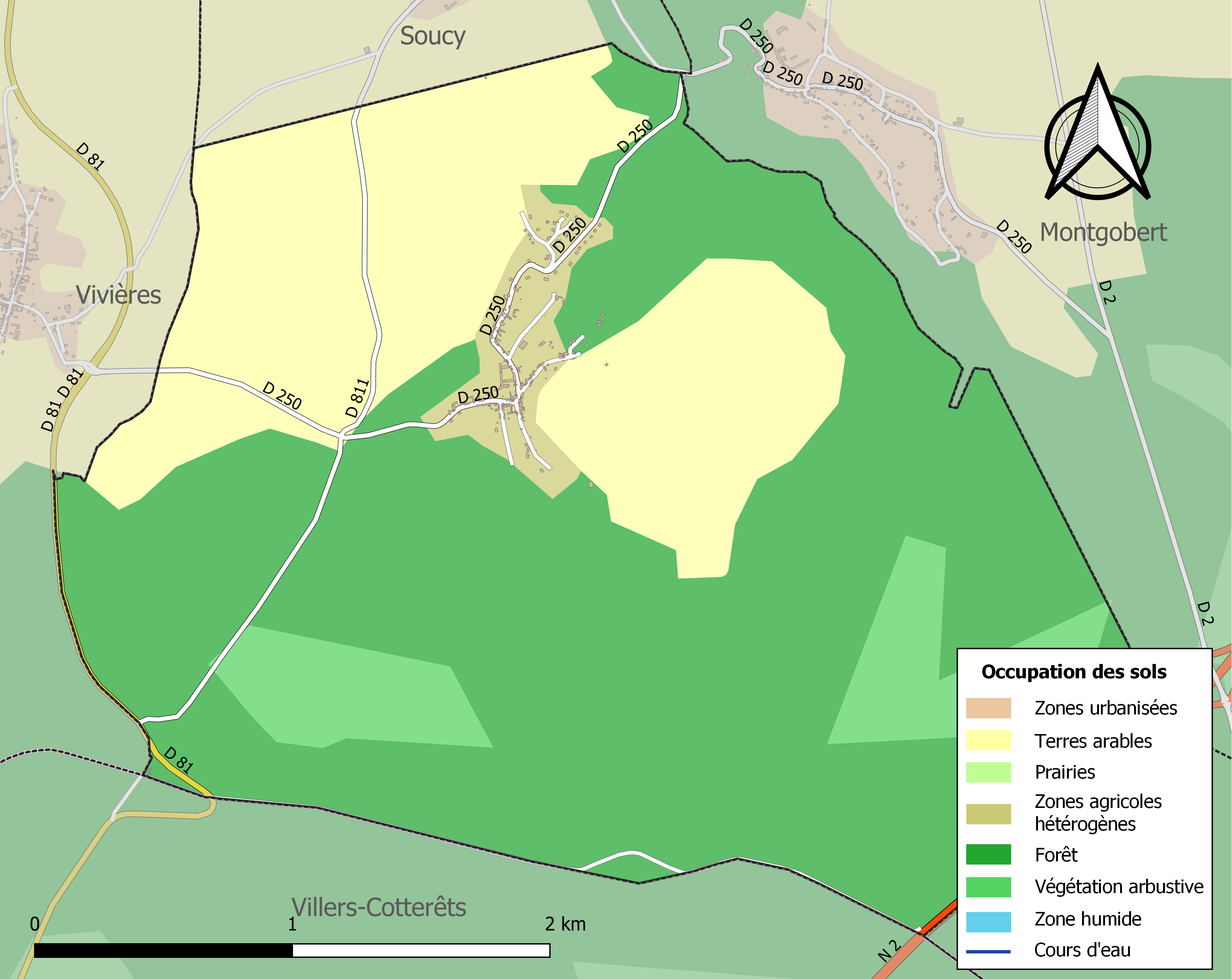
Carte de l'occupation des sols de la commune en 2018 (CLC).

## Toponymie
Le nom de la localité est attesté sous les formes Puteolis (IXe siècle) ; Puiseu (1110) ; Puisous (1142) ; Puiseus (1203) ; Puisieus (1238) ; Puyseulx (1573) ; Puiseulx (1622) ; Pisseux (1657) ; Puizeus.

Du latin puteus, « trou, fosse », « gouffre, fosse très profonde », « puits d'eau vive » ou même « puits de mine » et du diminutif -eolum. Son sens s'est ensuite étendu au « trou creusé pour atteindre une nappe d'eau souterraine ».
Puiseux-en-Retz est au nord de la forêt de Retz.

## Histoire
Quelques éléments d'histoire, tirés de la monographie manuscrite de l'instituteur de Puiseux, 1888 : 
- à Puiseux, terres données en 870 par Charles le Chauve à l'abbaye Saint-Médard de Soissons ;
- en 1255, affranchissement par Louis IX des serfs de Puiseux ;
- seigneurie des Vassan du XVIe au XVIIIe ;
- château détruit à la Révolution française.

## Politique et administration

### Découpage territorial
La commune de Puiseux-en-Retz est membre de la communauté de communes Retz-en-Valois, un établissement public de coopération intercommunale (EPCI) à fiscalité propre créé le 1er janvier 2017 dont le siège est à Villers-Cotterêts. Ce dernier est par ailleurs membre d'autres groupements intercommunaux.
Sur le plan administratif, elle est rattachée à l'arrondissement de Soissons, au département de l'Aisne et à la région Hauts-de-France. Sur le plan électoral, elle dépend du  canton de Villers-Cotterêts pour l'élection des conseillers départementaux, depuis le redécoupage cantonal de 2014 entré en vigueur en 2015, et de la cinquième circonscription de l'Aisne  pour les élections législatives, depuis le dernier découpage électoral de 2010.

### Administration locale
Le nombre d'habitants de la commune étant compris entre 100 et 499, le conseil municipal se compose de onze membres.
La commune de Puiseux-en-Retz est rattachée administrativement à l'arrondissement de Soissons. Elle fait partie du canton de Villers-Cotterêts, en 2015 représenté par les conseillers départementaux  Franck Briffaut (FN) et Martine Pigoni (FN), et de la cinquième circonscription de l'Aisne représentée par le député Jacques Krabal (RDG).
Puiseux-en-Retz est membre de la communauté de communes de Retz-en-Valois qui regroupe cinquante-quatre communes.

#### Liste des maires
| Période                                  | Période                   | Identité         | Étiquette | Qualité                                           |
| ---------------------------------------- | ------------------------- | ---------------- | --------- | ------------------------------------------------- |
| Les données manquantes sont à compléter. |                           |                  |           |                                                   |
|                                          |                           | Bernard Macadré  |           |                                                   |
| mars 2001                                | mars 2008                 | Patrick Tricoche | DVG       |                                                   |
| mars 2008                                | décembre 2016             | Alain Krainik    | DVD       | Médecin et décédé en cours de mandat (21/12/2016) |
| mars 2017                                | En cours (au 6 juin 2020) | Thierry Gilles   |           | Agent immobilier Réélu pour le mandat 2020-2026   |

## Population et société

### Démographie
L'évolution du nombre d'habitants est connue à travers les recensements de la population effectués dans la commune depuis 1793. Pour les communes de moins de 10 000 habitants, une enquête de recensement portant sur toute la population est réalisée tous les cinq ans, les populations de référence des années intermédiaires étant quant à elles estimées par interpolation ou extrapolation. Pour la commune, le premier recensement exhaustif entrant dans le cadre du nouveau dispositif a été réalisé en 2004.

En 2022, la commune comptait 221 habitants, en évolution de +4,25 % par rapport à 2016 (Aisne : −1,97 %, France hors Mayotte : +2,11 %).
| 1793 | 1800 | 1806 | 1821 | 1831 | 1836 | 1841 | 1846 | 1851 |
| ---- | ---- | ---- | ---- | ---- | ---- | ---- | ---- | ---- |
| 300  | 300  | 334  | 350  | 350  | 345  | 368  | 364  | 331  |

| 1856 | 1861 | 1866 | 1872 | 1876 | 1881 | 1886 | 1891 | 1896 |
| ---- | ---- | ---- | ---- | ---- | ---- | ---- | ---- | ---- |
| 331  | 304  | 318  | 310  | 308  | 292  | 282  | 313  | 289  |

| 1901 | 1906 | 1911 | 1921 | 1926 | 1931 | 1936 | 1946 | 1954 |
| ---- | ---- | ---- | ---- | ---- | ---- | ---- | ---- | ---- |
| 255  | 239  | 218  | 195  | 210  | 169  | 140  | 148  | 111  |

| 1962 | 1968 | 1975 | 1982 | 1990 | 1999 | 2004 | 2006 | 2009 |
| ---- | ---- | ---- | ---- | ---- | ---- | ---- | ---- | ---- |
| 131  | 141  | 120  | 143  | 229  | 234  | 230  | 234  | 219  |

| 2014 | 2019 | 2022 | - | - | - | - | - | - |
| ---- | ---- | ---- | - | - | - | - | - | - |
| 216  | 217  | 221  | - | - | - | - | - | - |

### Enseignement
La commune de Puiseux-en-Retz fait partie du syndicat intercommunal regroupant les communes de Vivières, Puiseux-en-Retz et Soucy.
L'école publique de Vivières accueille les élèves des classes maternelles, celle de Puiseux-en-Retz accueille les élèves des classes élémentaires.

### Vie associative et culturelle

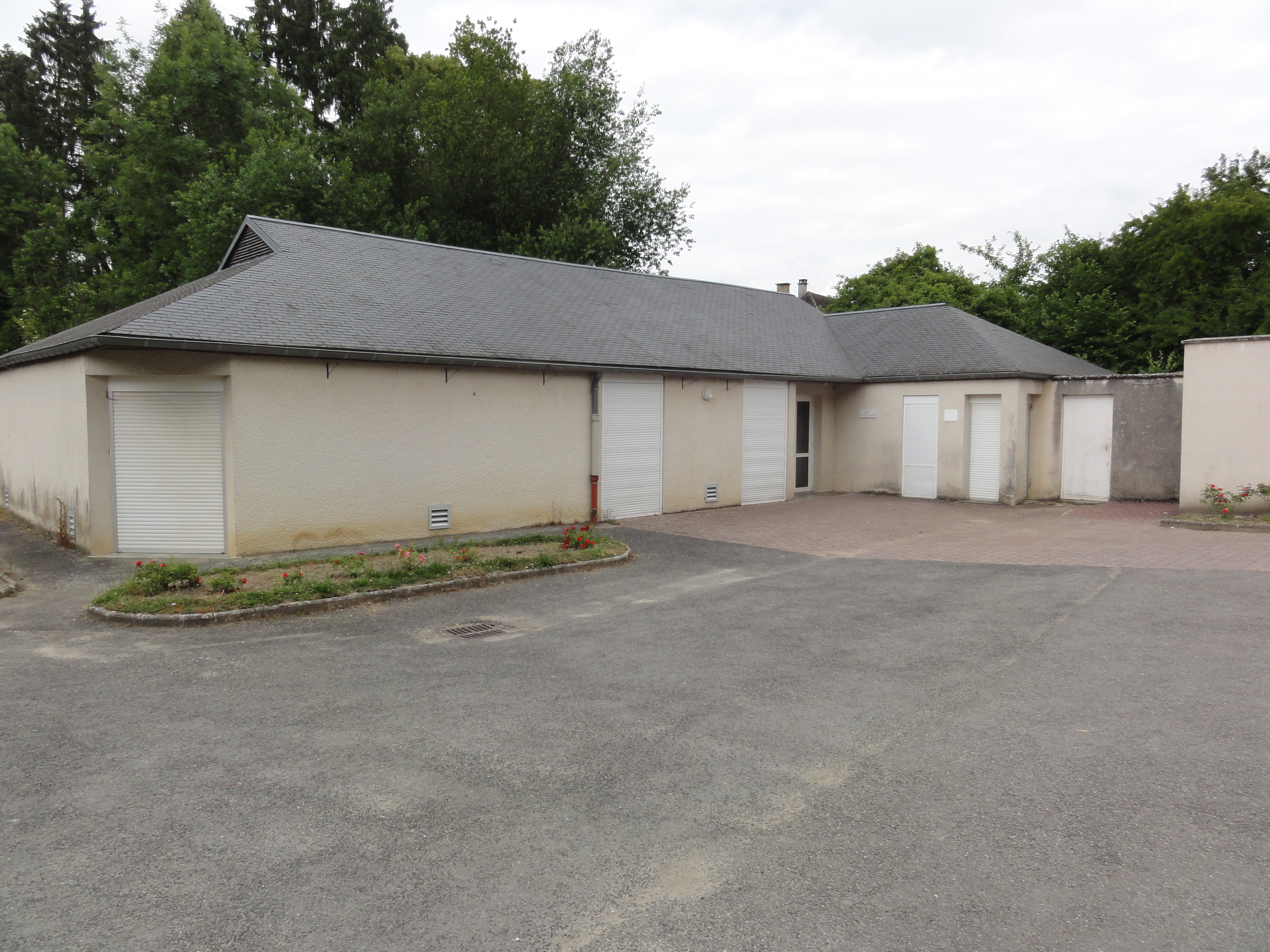
La salle polyvalente.

En 2007, la commune s'est vu attribuer deux « fleurs » par le Conseil des villes et villages fleuris de France au concours des villes et villages fleuris.
La commune dispose d'une salle polyvalente d'une capacité de 120 personnes.

### Lieux de cultes
Le territoire de la commune de Puiseux-en-Retz fait partie de la « paroisse catholique Saint-Nicolas du Pays du Retz » dans le  « secteur paroissial de Villers-Cotterêts » du diocèse de Soissons - Laon - Saint-Quentin. Le lieu de culte est l'église Saint-Pierre-et-Saint-Paul.

## Culture locale et patrimoine

### Patrimoine architectural
- Église Saint-Pierre-et-Saint-Paul de Puiseux-en-Retz (église Saint-Pierre) datant du XIIIe siècle[35].
- Quelques croix de chemins, dont le calvaire de la Croix d'Yseux (Christ janséniste).
- Le moulin, une ancienne pisciculture[35].
- Le lavoir[35].

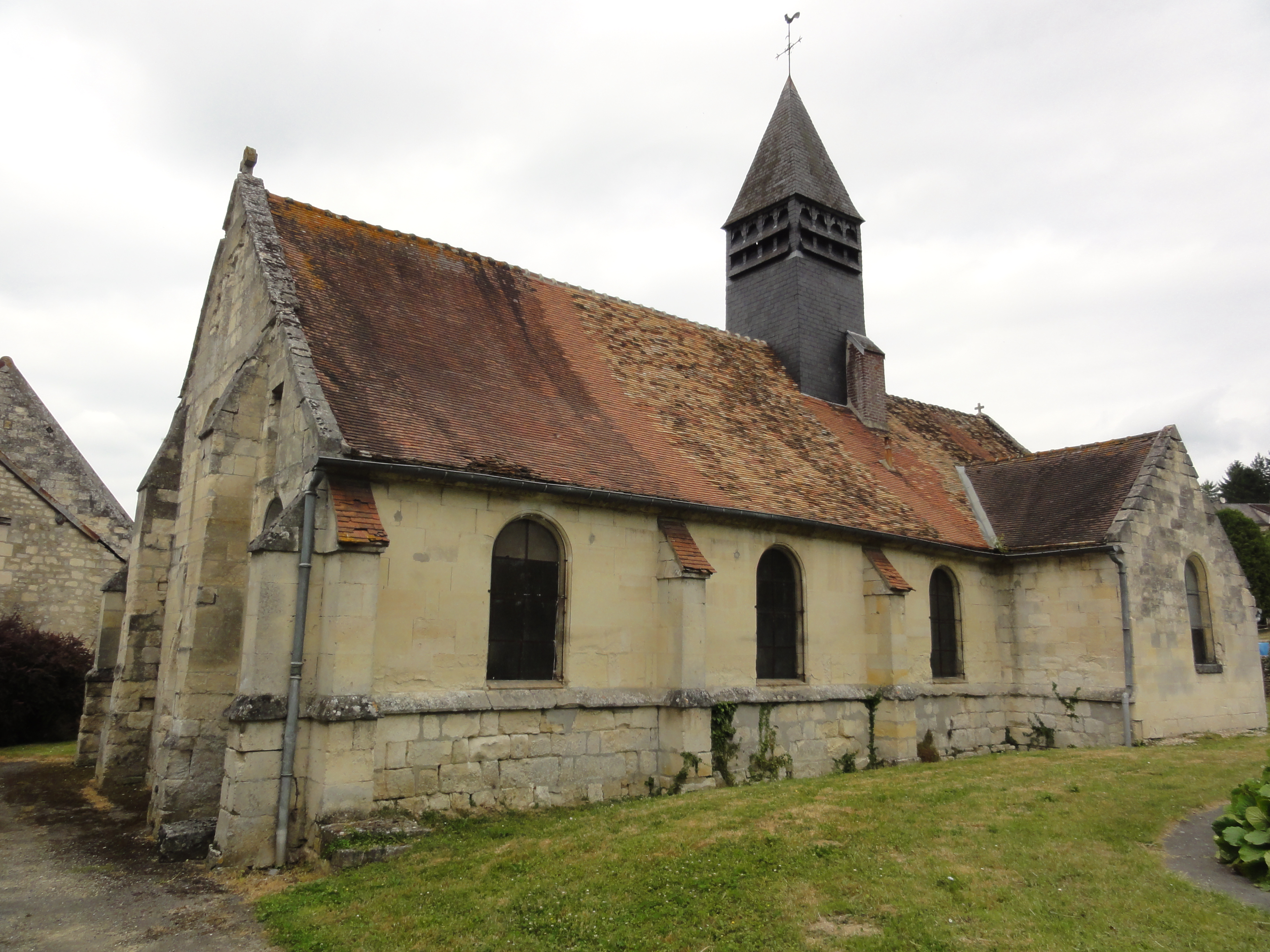
Église Saint-Pierre-et-Saint-Paul.
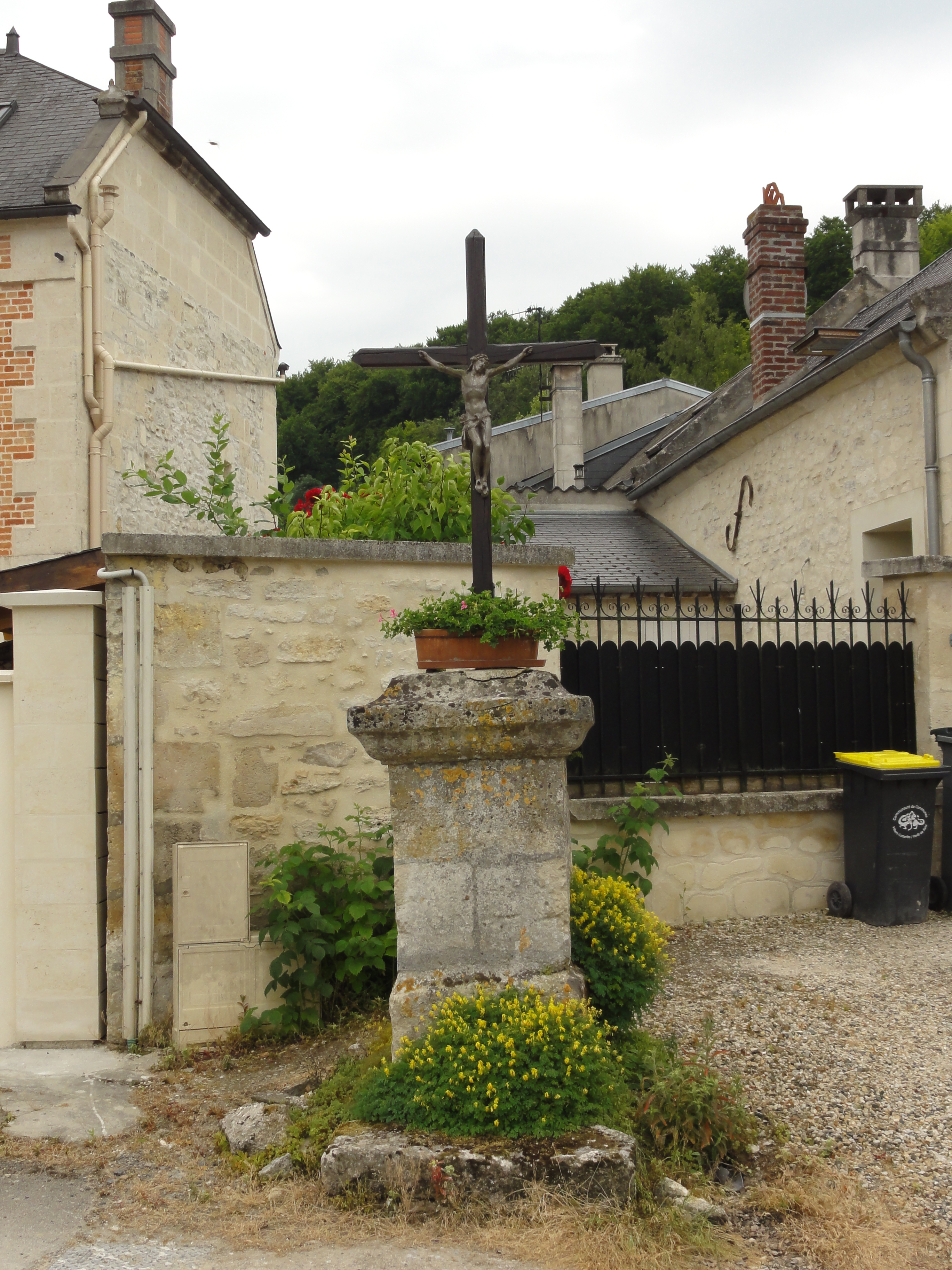
Un des croix de chemin.

### Monuments commémoratifs de la Première Guerre mondiale
- Le monument aux morts.

#### Monument au général Mangin
Le monument au général Mangin est situé au lieu-dit la Tour Réaumont. Le maître d'œuvre en fut le sculpteur Jean Sauvanet. Ce monument commémoratif en forme de stèle est en granit des Vosges. Il fut érigé non loin de l'emplacement où se dressait l'observatoire militaire du général Mangin en 1918. L'observatoire a été détruit en octobre 1924. La stèle a été inaugurée le 14 novembre 1926. Sur le monument est représenté un paysage sculpté dans la technique du relief méplat, représentant l'observatoire entouré d'arbres, du haut duquel le général Mangin observa le mouvement des troupes. Au bas de la stèle, on peut lire cette inscription : 

« Ici s'élevait l'observatoire du haut duquel le Général Mangin dirigea l'attaque du 18 juillet 1918 qui força la victoire. »

#### La tour d'observation du général Mangin
Une tour d'observation s'élève aujourd'hui près de l'emplacement de la tour originale détruite en octobre 1924 à la suite de forts coups de vent et de la chute d'un gros hêtre. Elle est proche de la stèle Mangin. 

L'observatoire inauguré le 18 juillet 2018, pour le centenaire de la contre-offensive du général Mangin est une reconstitution. La tour culmine à  245 mètres d'altitude et est elle-même  haute de 25 m.

À l'origine la tour carrée accolée à de grands arbres dominait  les espaces environnants. Cet observatoire des incendies devenu PC  pour l'occasion, permit au général Mangin de diriger les armées alliées et  de faire reculer les Allemands  de 8 km. Cet épisode appelé «aurore de la victoire décisive» constitua  un véritable tournant de la guerre,.

La tour  permet  également de découvrir la biodiversité de la forêt de Retz. Un dispositif à chacun des 8 étages met l'accent sur la contre-offensive ainsi que sur la faune et la flore de la forêt de Retz.

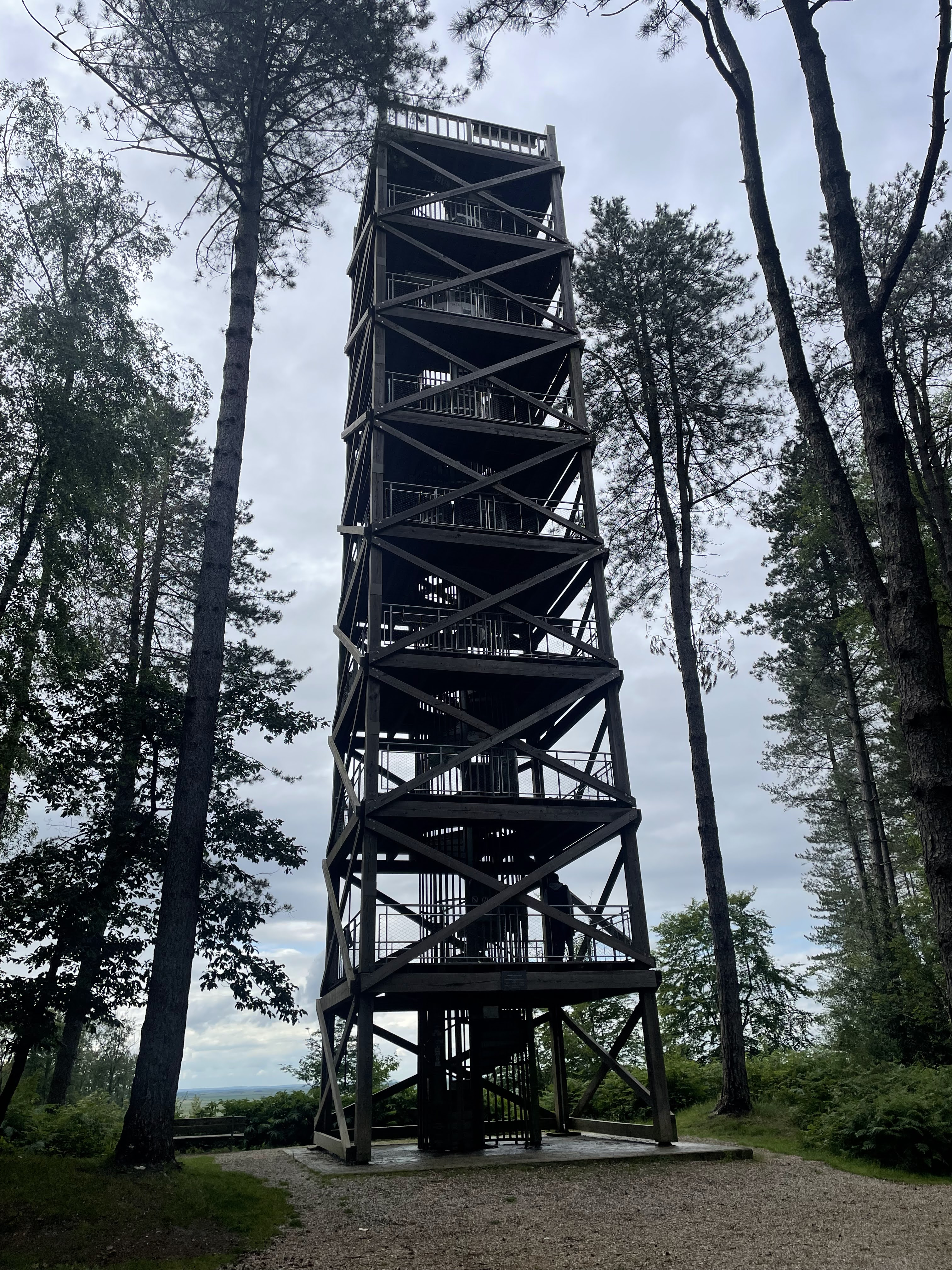
La tour Mangin

### Plaque commémorative de la Seconde Guerre mondiale
- Plaque commémorative de Sandy Sansing de la 8e airforce, 20 juin 1944.

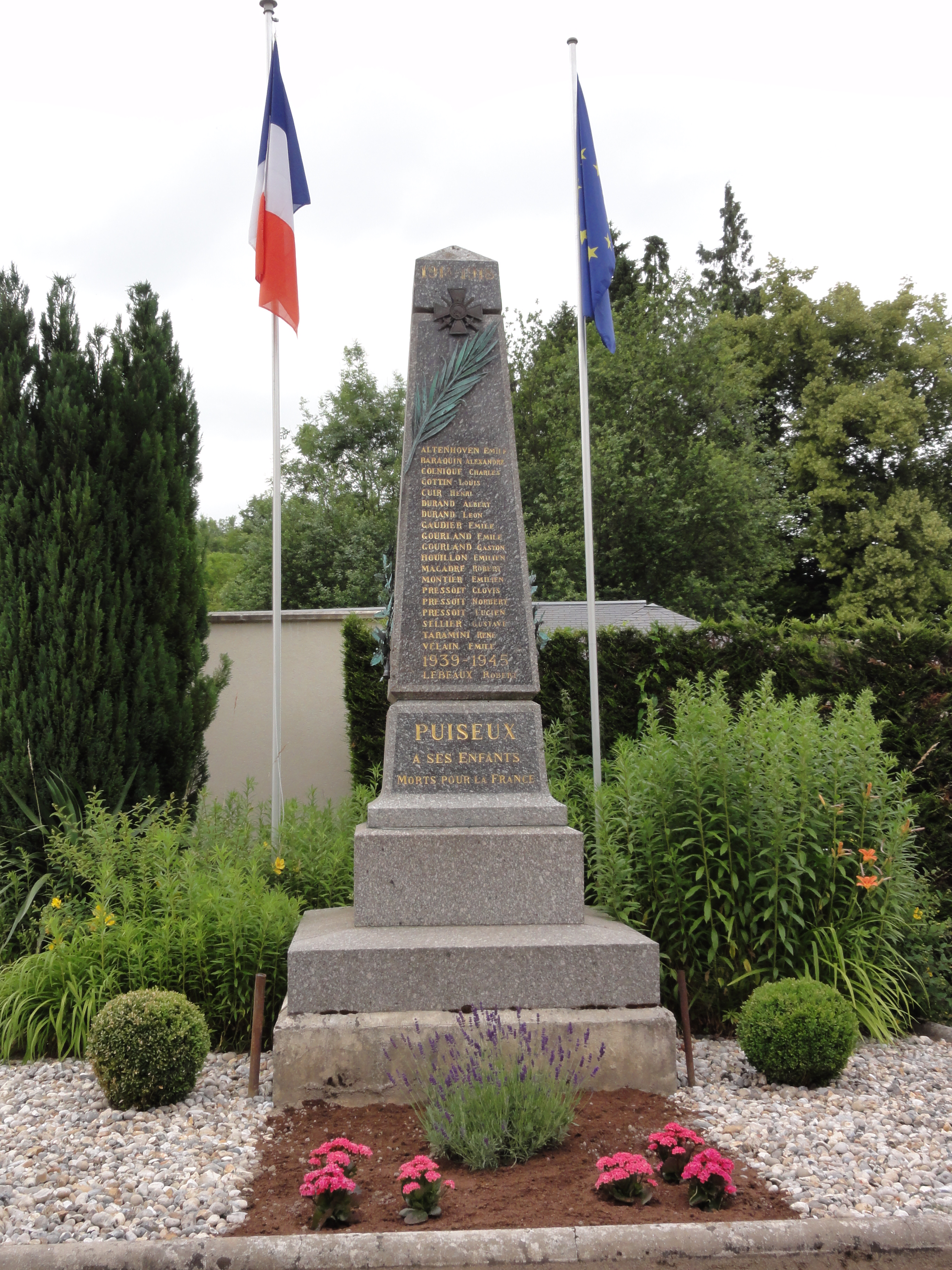
Monument aux morts.
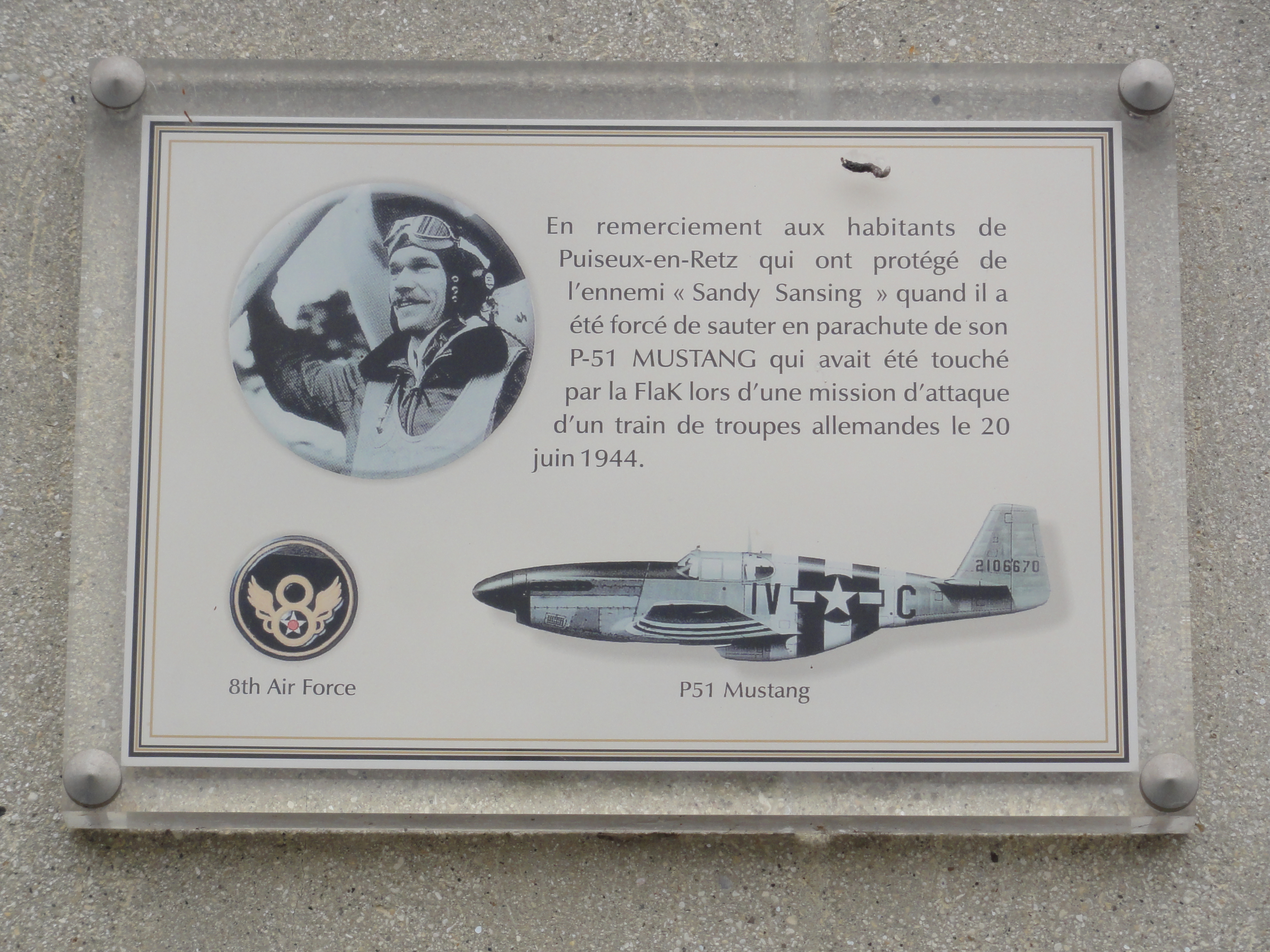
Plaque Sandy Sansing.

### Patrimoine naturel
- La forêt de Retz.
- Les étangs et la source du ru de Retz.

### Personnalités liées à la commune
- Marie Pierre Gabriel Étienne Choron (1811-1891), né à Puiseux.
- Le général Mangin avait en 1918 son observatoire militaire à Puiseux et il dirigea de Puiseux l'aile gauche de la deuxième offensive de la Marne.